# Tyromyces praeguttulatus
Tyromyces praeguttulatus är en svampart som först beskrevs av William Alphonso Murrill, och fick sitt nu gällande namn av Leif Ryvarden 1985. Tyromyces praeguttulatus ingår i släktet Tyromyces och familjen Polyporaceae.   Inga underarter finns listade i Catalogue of Life.